# Відкритий чемпіонат Австралії з тенісу 2011
Відкритий чемпіонат Австралії з тенісу 2011 — тенісний турнір, що проходив із 17 по 30 січня 2011 року на кортах Мельбурн-Парку в Мельбурні, Австралія. Це 99 чемпіонат Австралії з тенісу і перший турнір Великого шолома в поточному році.

## Переможці

### Одиночний розряд. Чоловіки
У фіналі  Новак Джокович переміг  Енді Маррей, 6–4, 6–2, 6–3

### Одиночний розряд. Жінки
У фіналі  Кім Клейстерс перемогла  Лі На, 3–6, 6–3, 6–3

### Парний розряд. Чоловіки
Боб Браян /  Майк Браян перемогли пару
 Леандер Паес /  Магеш Бгупаті, 6–3, 6–4. 

### Парний розряд. Жінки
Хісела Дулко /  Флавія Пеннетта перемогли пару  Вікторія Азаренко /  Марія Кириленко, 2–6, 7–5, 6–1

### Мікст
Катарина Среботнік /  Деніел Нестор перемогли пару  Чжань Юнжань /  Пол Генлі, 6–3, 3–6, [10–7]

### Юніори

#### Хлопці. Одиночний розряд
Іржи Веселий переміг  Люка Севілла, 6–0, 6–3

#### Дівчата. Одиночний розряд
Ан-Софі Месташ перемогла  Моніку Пуїг, 6–4, 6–2.

#### Хлопці. Парний розряд
Філіп Горанський /  Іржи Веселий перемогли пару  Бен Вегленд /  Ендрю Віттінгтон, 6–4, 6–4

#### Дівчата. Парний розряд
Ан-Софі Месташ /  Демі Схюрс перемогли пару  Ходзумі Ері /  Като Мію, 6–2, 6–3

## Виноски
1. ↑  Kim Trengove (30 січня 2011). Commanding Djokovic seizes second Australian crown. australianopen.com. Архів оригіналу за 26 листопада 2011. Процитовано 26 травня 2012.